# Chrojszcza
Chrojszcza – osada w Polsce położona w województwie łódzkim, w powiecie bełchatowskim, w gminie Bełchatów.
W latach 1975–1998 miejscowość należała administracyjnie do województwa piotrkowskiego.